# Trwaj przy Jehowie!

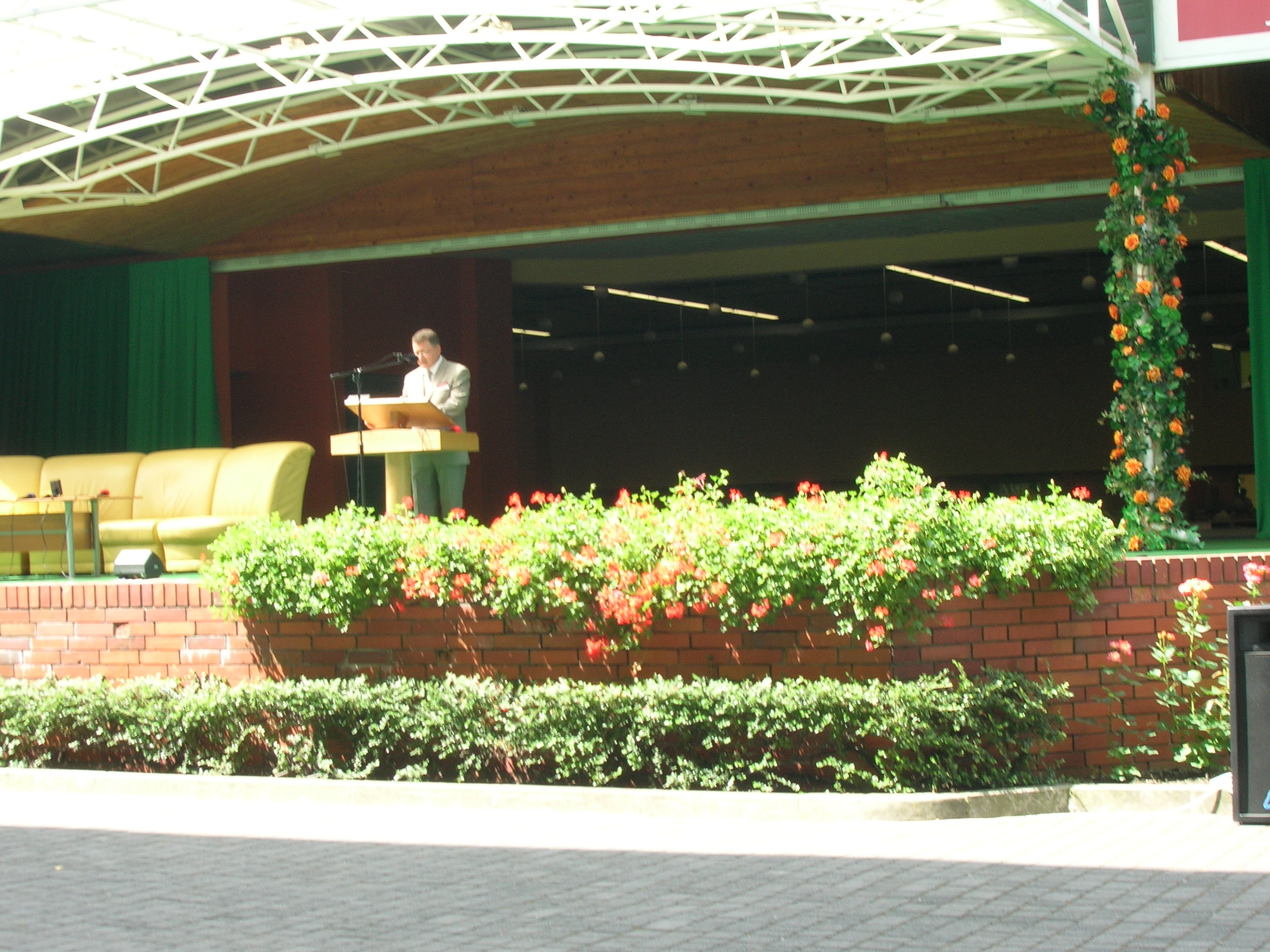
Mówca na kongresie (Centrum Kongresowym Świadków Jehowy w Sosnowcu, 2010)

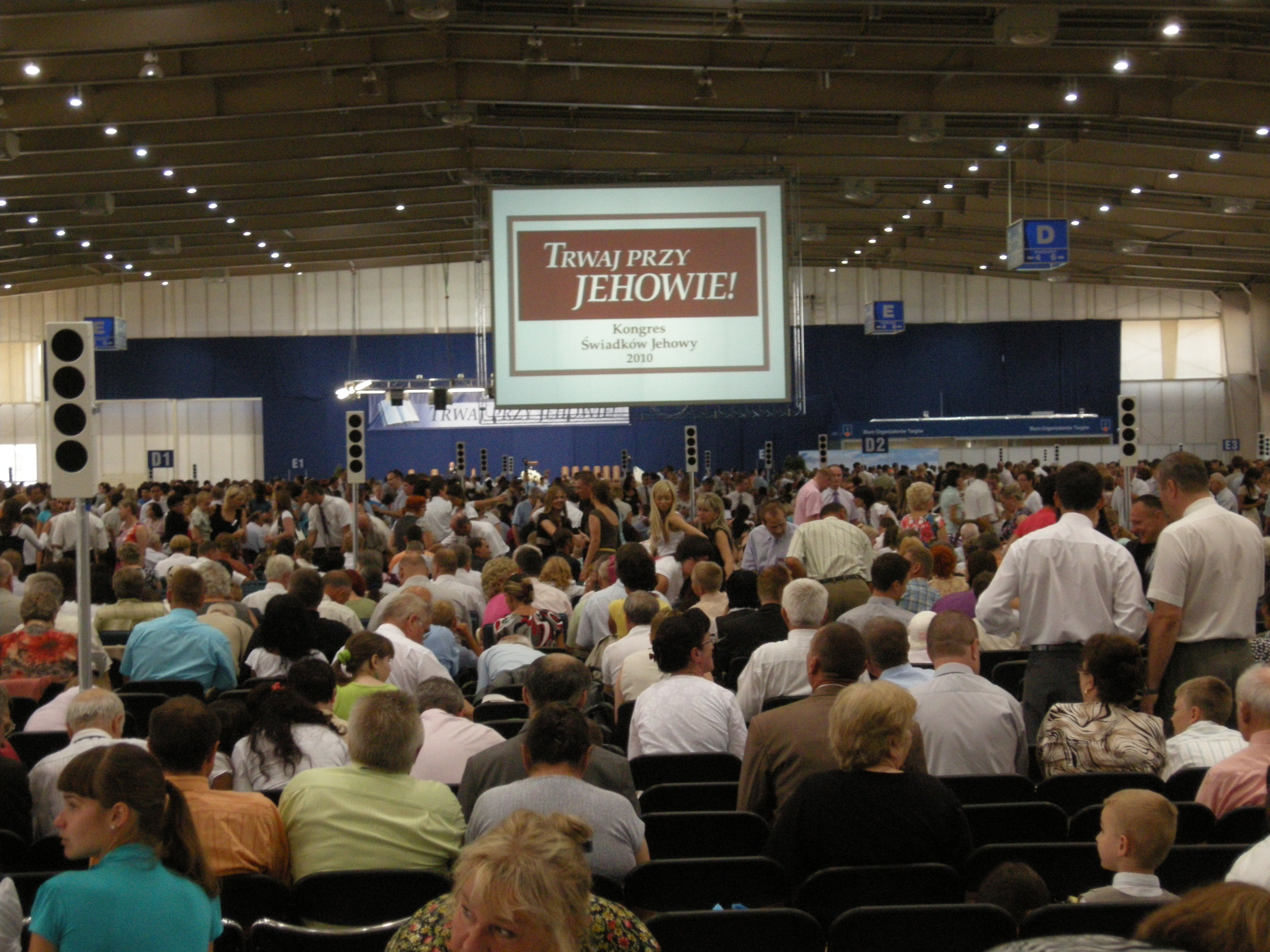
Kongres (MTP, Poznań

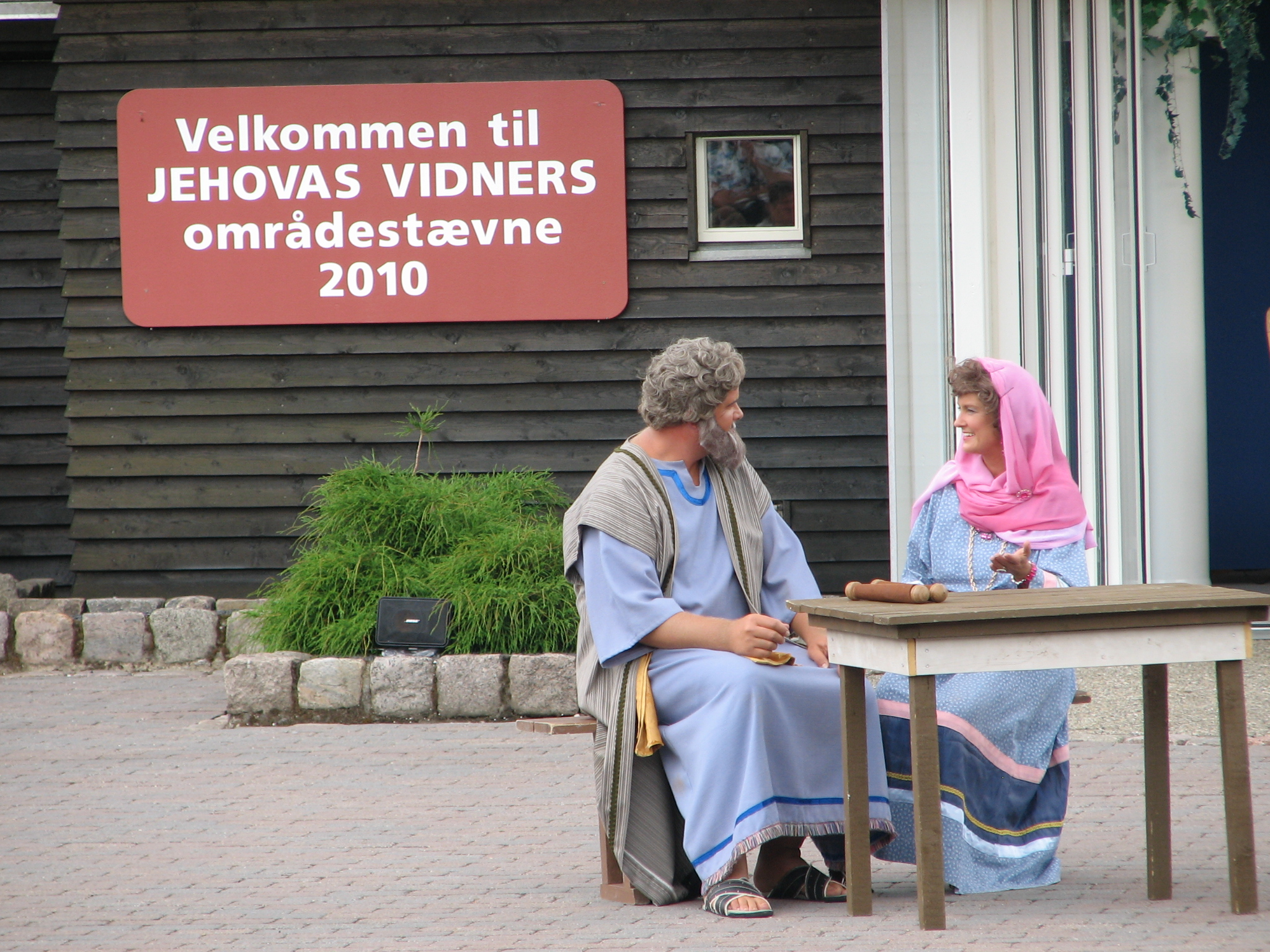
Biblijne przedstawienie kostiumowe „Chodźmy dzięki wierze, a nie dzięki widzeniu” na kongresie w (Centrum Kongresowe Świadków Jehowy, Silkeborg, Dania)

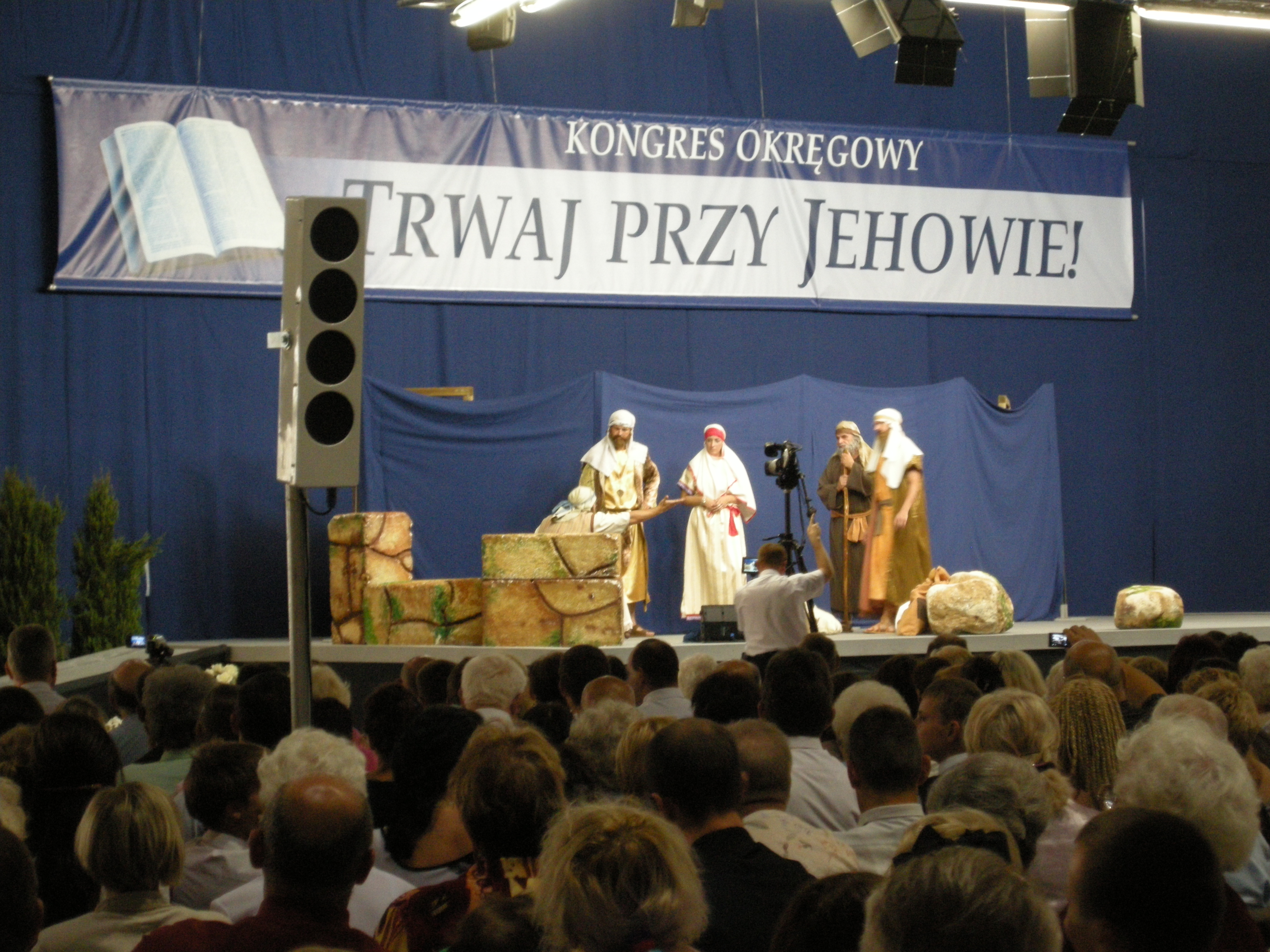
Biblijne przedstawienie kostiumowe „Chodźmy dzięki wierze, a nie dzięki widzeniu” na kongresie (Poznań)

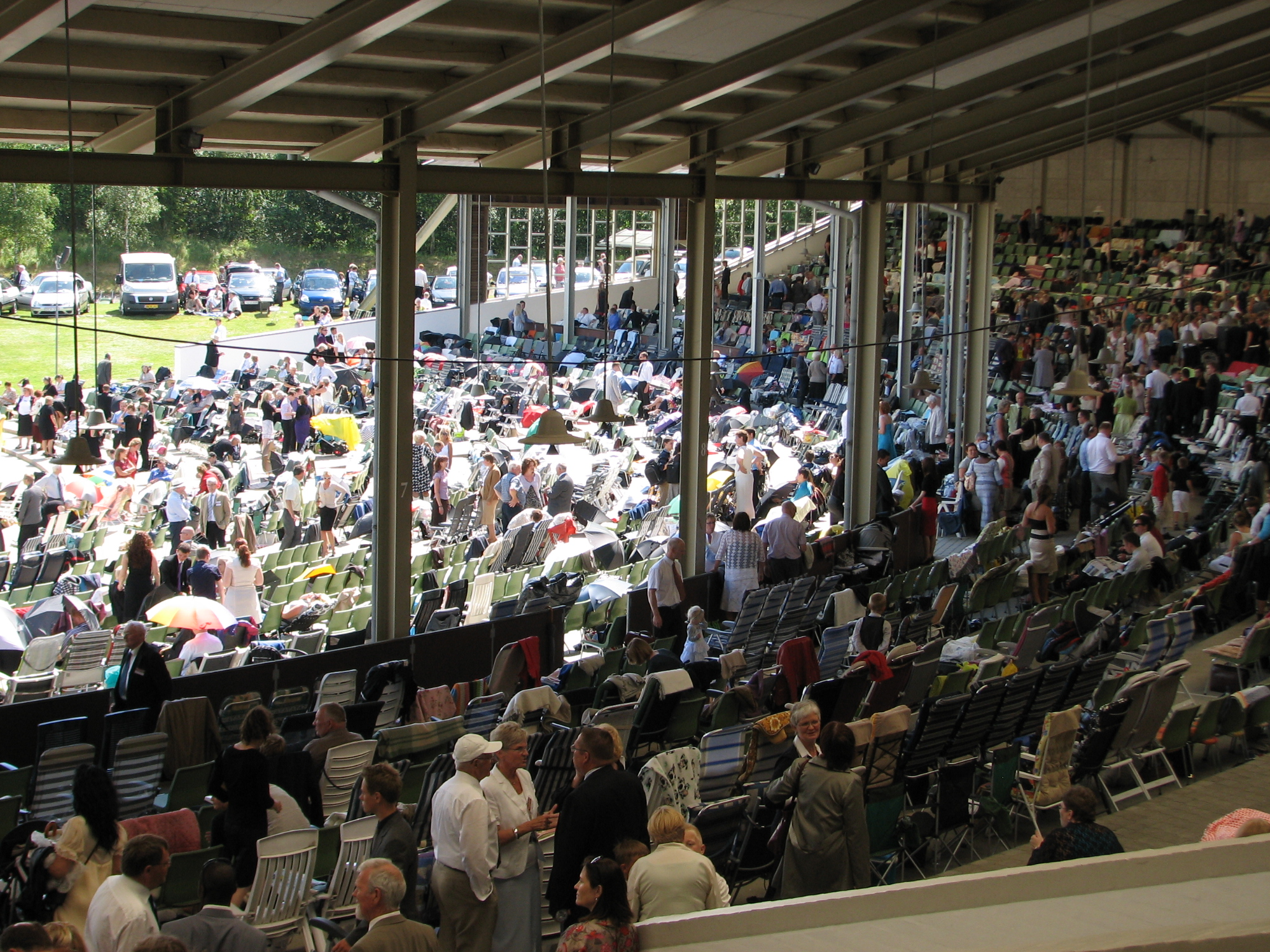
Uczestnicy kongresu w Silkeborg w czasie przerwy

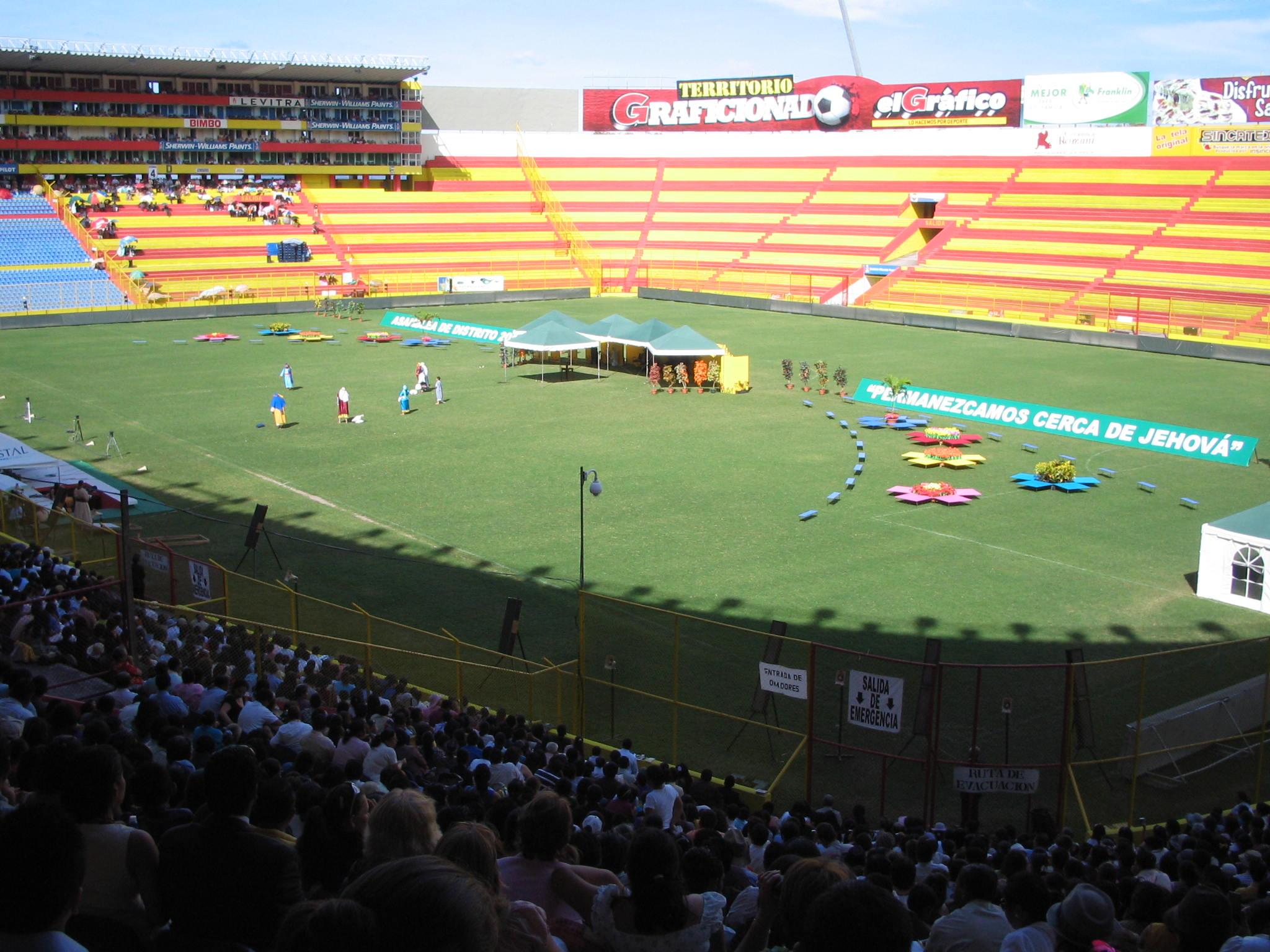
Kongres (Estadio Cuscatlán, Salwador)

Trwaj przy Jehowie! – ogólnoświatowa seria kongresów (dużych spotkań religijnych) zorganizowanych przez Świadków Jehowy, które rozpoczęły się w maju 2010 roku, a zakończyły w styczniu 2011 roku. Odbyły się w przeszło 160 krajach.

## Cel kongresu
Hasło kongresu nawiązywało do kluczowego wersetu biblijnego z Listu Jakuba 4:8 „Zbliżcie się do Boga, a on zbliży się do was”. Celem kongresu było przekonanie uczestników, jak stawić czoła różnym zagrożeniom dla usposobienia duchowego i umocnić swoją więź z Jehową Bogiem. Miał na celu podkreślić, jak ważna jest wiara w Boga. „Ponadto niektóre punkty programu z szacunkiem miały skierować uwagę na poglądy, jakie niewierzący mają na temat Boga, a także błędne wyobrażenia, które uniemożliwiają wielu ludziom nawiązać przyjazne stosunki z Bogiem. Świadkowie Jehowy wierzą, że dzięki uważnemu czytaniu Biblii można poznać osobowość Boga. Biblia pokazuje, jak zbliżyć się do Boga, którego nie widać”.

## Kongresy

### Polska
Zorganizowano 26 kongresów w 18 miastach. Program został przedstawiony w 4 językach: polskim, polskim migowym i po raz pierwszy w Polsce w j. angielskim i rosyjskim. Ochrzczono 1195 osób.
- 2–4 lipca
  - Gdańsk (Stadion Polonii),
  - Olsztyn (Stadion OSiR),
  - Legnica (Stadion Miejski; 6946 obecnych – rekordowa frekwencja obiektu)[8][9],
  - Sosnowiec (Centrum Kongresowe)[10],
  - Szczecin (Stadion Miejski; przeszło 6000 obecnych)[11][12][13],
  - Zamość (Stadion OSiR)
- 9–11 lipca
  - Łódź (Atlas Arena),
  - Kielce (Stadion Lekkoatletyczny; 3500 obecnych, 22 ochrzczonych)[14],
  - Sosnowiec (Centrum Kongresowe),
  - Toruń (Motoarena Toruń; przeszło 10 000 obecnych)[15],
  - Zielona Góra (Stadion MOSiR; około 5000 obecnych, ochrzczono 29 osób)[16]
- 16–18 lipca
  - Poznań (MTP; ponad 7000 obecnych, ochrzczono 82 osoby)[17],
  - Sosnowiec (Centrum Kongresowe),
  - Rzeszów (Hala Widowiskowa Podpromie; ponad 5000 obecnych)[18],
  - Warszawa (Hala Torwar; ponad 13 tys. obecnych)[19],
  - Wrocław (Stadion Olimpijski)[20]
- 23–25 lipca
  - Koszalin (Stadion Gwardii),
  - Lublin (Hala Sportowo-Widowiskowa „Globus”; przeszło 5000 obecnych, ochrzczono 54 osoby)[21],
  - Opole (Stadion Miejski „Odra”; przeszło 3000 obecnych)[22][23],
  - Sosnowiec (Centrum Kongresowe)[24][25][26][27],
  - Warszawa (Torwar)[19]
- 24–25 lipca
  - Warszawa (Sala Zgromadzeń; program w j. angielskim)
- 30 lipca–1 sierpnia
  - Białystok (Stadion Miejski) (około 4000 obecnych, 22 ochrzczonyc)h[28],
  - Sosnowiec, Centrum Kongresowe (przeszło 6000 obecnych)[2][3][4]
- 31 lipca–1 sierpnia
  - Warszawa (Sala Zgromadzeń; program w j. rosyjskim)
- 6–7 sierpnia
  - Warszawa (Sala Zgromadzeń; program w polskim j. migowym)

### Kongresy na świecie
Zorganizowano kongresy w przeszło 160 krajach. Na kongresie w Haiti ogłoszono wydanie w języku kreolskim haitańskim Chrześcijańskich Pism Greckich w Przekładzie Nowego Świata (Nowy Testament).
Podczas kongresu w Kigali w Rwandzie, na którym był obecny Guy Hollis Pierce, członek Ciała Kierowniczego, ogłoszono wydanie w języku rwandyjskim całego Pisma Świętego w Przekładzie Nowego Świata (jego część – Pisma Greckie została wydana w 2007 roku). Liczba obecnych wyniosła 11 355 osób.
Polskojęzyczne kongresy odbyły się również we Francji (2–4 lipca, Sala Zgromadzeń w Creil), w Niemczech (23–25 lipca, Sala Zgromadzeń w Glauchau), Stanach Zjednoczonych (20–22 sierpnia, Sala Zgromadzeń w Romeoville), Wielkiej Brytanii (Coventry, około 2500 obecnych, ochrzczono 52 osób) i we Włoszech (2–4 lipca, Sala Zgromadzeń w Rzymie).